# Potočna postrv
Potočna postrv (znanstveno ime Salmo trutta) je sladkovodna riba donavskega porečja iz družine postrvi. Odvisno od prehrane potočna postrv v dolžino doseže od 20 do 80 cm; izjemoma je lahko dolga do 1 m in tehta več kot 13 kg. Njihov hrbet je olivno-temno rjave barve in srebrno modre barve, do trebuha se pojavijo rdeče lise s svetlim robom, sam trebuh pa je belkasto rumen. Potočna postrv ponavadi doseže težo do 2 kg. Lahko živijo do 18 let.

## Opis
Oznaki v latinskih imenih »fario« in »lacustris« ne pomenita različnih rib, ampak se nanašata predvsem na okolje, v katerem postrv živi. Potočnice namreč v jezeru zrastejo v velike jezerske postrvi, v gorskih potočkih pa ostanejo precej majhne. Do takih razlik pride predvsem zaradi količine hrane, ki jo je v jezeru veliko, v gorskem potočku pa komaj kaj. Druga posebnost potočne postrvi je sposobnost kopičiti rdeča barvila v mišičju. Ta barvila so karotenoidi, ki so nakopičeni v tkivih vseh rakov, tudi postranic v rekah in potokih.
Potočna postrv ima vretenast, bočno rahlo stisnjen trup. Glava je srednje velika, gobec sega nazaj čez zadnji očesni rob, usta so končna. Pri spolno zrelih samcih je spodnja čeljust kavljasto zakrivljena navzgor. Na ralniku so zobje, prav tako v čeljustih, na jeziku in na nebnicah. Hrbet je zelenkast do rjavkast, včasih skoraj črn, boki so svetlejši, rumeni do zlato rumeni, trebuh belkast. Po hrbtu ima črne pike, obrobljene s svetlim robom, po bokih pa so pike tudi rdeče in obrobljene belo ali svetlo modro. Mlade postrvi imajo 6-9 prečnih temnejših prog po bokih. Rob repne plavuti je pri mlajših ribah zarezan, pri starejših pa raven. Barva kože pa se ji lahko zelo hitro spreminja. Ko se skrije med korenine, lahko v trenutku postane temna, ko pa pride na sončno dno prav tako hitro osvetli. Z barvo kože se lahko celo prilagodi sencam vej, ki padajo nanjo.
Glede na obarvanost ločimo dva fenotipa potočne postrvi:
- črnomorski fenotip - na Slovenskem avtohtona vrsta. Prepoznamo jo po rdečih pikah na beli podlagi
- atlantski fenotip - k nam je bila prinešena. Prepoznamo jo po izključno črnih pikah.

## Življenjski prostor
Njeno okolje je zdrava in hladna voda. Najugodnejša temperatura vode je med 6 in 18 stopinjami Celzija. Njene najbližje arktične sorodnice zlatovščice pa imajo rade še hladnejšo vodo, zato se v Sloveniji najbolje počutijo v izvirnih predelih alpskih voda in globljih plasteh Bohinjskega jezera.
Zdrava voda pomeni tudi zdravo dno, saj vsako onesnaženje najprej prizadene vse kar živi v rečnem dnu ali na njem. Le v čisti vodi sta flora in favna rečnega dna v pravilnem ravnotežju. Povsem zdrava je lahko le neregulirana voda z mnogimi brzicami, vijugami in tolmuni, voda z bogatim obrežnim rastjem, ki daje zatočišče ribam in mnogim drugim živalim.
Potočnica ima lastnost, da ni klateška in da je ne vleče v širni svet tako kot šarenko. Če se le da, je zvesta svojemu prostoru, kar se še zlasti pokaže takrat, ko dalj časa ne dežuje in se rečno dno zlato rjavo obarva. Na stojiščih potočnice te obarvanosti ni, ker jo preprečuje z neprenehnim gibanjem repa. Zato v nizki vodi svetle lise na rjavem produ pomenijo, da se tam nahaja potočnica. Sicer pa življenjski prostor potočnice predstavlja nekaj deset metrov reke ali potoka. Kje se v nekem trenutku nahaja pa je odvisno od tega kaj počne. Načeloma ima raje mirno vodo. Pogosto se zadržuje ob bregu, kjer je voda globlja in mirnejša. Rada kroži v mirnih predelih tolmunov, ali pa se pase nad tolmunom oziroma v njegovem izteku. Pogosto ždi pod koreninami in pod vodnimi pragovi, poleti pa se hladi v senci obrežnega drevja. V curkih rada poišče kadice za večjimi skalami ali pa se stisne v vdolbine rečnega dna. Pogosto jo izsledimo v prehodih med algami oziroma tam, kjer se končajo in od koder lahko takoj smukne podnje. Zelo rada se tudi skriva pod mostovi. Kjer prostor ponuja več hrane je rib več, vendar je razporeditev hierarhična. Najmočnejša riba zasede najboljši prostor.
Potočna postrv je najštevilnejša in najbolj razširjena avtohtona vrsta postrvi v Evropi. Naseljena je tudi v Severni Ameriki, po drugih deželah severne poloble in v Centralni Afriki. Živi v rekah in jezerih do nadmorske višine 2500 m, izjemoma tudi više. Najdemo jo v skoraj vseh slovenskih vodotokih, ni pa povsod avtohtona. V slovenskih vodah, ki spadajo pod donavsko porečje, je potočnica avtohtona ribja vrsta. V vode jadranskega porečja pa je bila prinešena v začetku 20. stoletja. Dandanes je v vodah jadranskega porečja bolj kot ne nezaželena, zaradi njenega bližnjega sorodstva in posledično, sposobnosti križanja s slovensko endemno Soško postrvjo. Ribiške družine v tem porečju zato večinoma vzpodbujajo izlov potočne postrvi in se trudijo vlagati le soško postrv in šarenko. V nekaterih delih Soče in njenih pritokih živi čista populacija soške postrvi.

## Drst, rast in razvoj
Potočnice se običajno drstijo v novembru. Glede na vremenske razmere je drst lahko precej raztegnjena ali pa traja le kak teden. Zdrstijo se na prvem primernem terenu, in če jim okolica njihovega bivališča ustreza, se zdrstijo kar tam. Velike razdalje do primernih drstišč preplavajo le takrat, kadar so zaradi neprimernih okoliščin k temu prisiljene. Če je dno vode prodnato, lahko vsepovsod vidimo drstne jamice. Taka mesta so običajno hitre plitvine na koncu tolmunov, ki so zaradi tokovnih razmer prekrite z drobnim prodom. Samico, ki plava tik nad dnom sredi drstne jamice, obdaja navadno nekaj krepkih samcev. Največji zaseda najboljše mesto. Venomer pazi na samico, hkrati pa tudi na svoje tekmece, proti katerim se od časa do časa zapodi. Na dobrih drstiščih opazimo za velikim samcem vselej še nekaj manjših samcev, ki pa so spet razvrščeni po velikosti. Če se vodilni samec za kakim tekmecem požene bolj vstran, njegovo mesto  takoj zasede naslednji tekmec, četudi le za sekundo, in se takoj spet umakne, ko se gospodar položaja vrne. Drstna jamica je pokrita s finim peskom, ki ga samica z repom in ritmičnim plavanjem venomer spira. V samem drstnem aktu samica krčevito iztisne ikre, samec pa jih, tesno stisnjen ob samico, prelije s spermo. Z zamahi repa samica oplojene ikre prekrije s peskom. Samica izleže približno 2000 iker na kilogram svoje teže. Ikre so velike 4–5 mm.
Ikre in sperma starih in zelo mladih postrvi so slabše kakovosti, zato je odstotek uspešne oploditve manjši, zarod pa slabši in manj odporen. V bogatih kraških vodah Slovenije in drugih rekah predgorja so najboljše ribe za drst velike od 35 do 45 centimetrov, v revnih gorskih vodah pa se lahko uspešno drstijo že bistveno manjše ribe.
Spomladi že lahko vidimo izlegli zarod med prodom v plitvinah. Drobne postrvi se stiskajo med algami ali ob odprtem bregu prav tam, kjer se rade zadržujejo tudi večje postrvi. Zato veliko zaroda konča v postrvjih želodcih, kar pa ni nič nenavadnega, saj je pri ribah izkoristek hrane največji, če poješ svojega vrstnika. Mlade postrvi imajo modrikaste pasove, ki potekajo prečno čez boke. Postrvi, zlasti samci, dosežejo spolno zrelost v revnih vodah že po prvem letu, v kraških vodah, kjer je rast zelo hitra, pa šele v drugem ali celo tretjem letu.
Postrvi, ki se po dveh ali treh mesecih izležejo iz oplojene ikre, se najprej hranijo z zalogami iz mešička. Ne plavajo, ampak lebdijo v svojem skrivališču. Takrat jih veliko pojedo druge ribe. Ko porabijo zaloge iz mešička, se začnejo hraniti z drobnimi vodnimi živalicami, kaj kmalu pa se že dvignejo tudi za žuželko na galdini. Te navade nikoli ne opustijo, čeprav so žuželke nekaterim večjim postrvem, ki jedo ribe, le za posladek. Mlade postrvi se držijo v skupinah, ko pa odrastejo, so samotarke, ki ljubosumno branijo svoj prostor. Dokler postrv hitro raste, potrebuje veliko hrane, zato je ves dan na lovu. Z naraščajočo velikostjo pa vedno več počiva in stare velikanke nekaj dni preždijo v skrivališčih, ne da bi sploh kaj zaužile. S starostjo upada živahnost presnove in s tem potreba po hrani. V zdravo vodo sodijo ribe vseh velikosti in narava sama omogoča življenje le omejenemu številu velikank.
Postrvi redko plavajo brez razloga. Hitrost svojega gibanja prilagaja hitrosti plena. Kjer muhe plavajo s tokom je pobiranje umirjeno, če pa zasledujejo hitre vzpenjače, jih včasih vrže iz vode tudi do meter visoko. V čisti vodi lahko pogosto opazujemo postrvi, ki se pasejo na dnu in pobirajo postranice, ličinke, polžke, mladoletnice in vse, kar je tam še užitnega. Včasih jih lahko opazimo tudi kako z gobčkom prevračajo vrhnje plasti dna.
Potočne postrvi v slovenskih vodah dosežejo velikost do 70 cm in težo do 6 kg.

## Povezave
- flyfish-slovenia.com  Muharjenje v Slo - forum, novice, članki, ...
- josko.org - Članki o muharjenju, forum, muhovezje, slike ...